# Закшевиці
Закшевиці (пол. Zakrzewice) — село в Польщі, у гміні Ксьонж-Велькопольський Сьремського повіту Великопольського воєводства.
Населення — 303 особи (2011).
У 1975-1998 роках село належало до Познанського воєводства.

## Демографія
Демографічна структура станом на 31 березня 2011 року:
|          | Загалом | Допрацездатний вік | Працездатний вік | Постпрацездатний вік |
| -------- | ------- | ------------------ | ---------------- | -------------------- |
| Чоловіки | 149     | 31                 | 107              | 11                   |
| Жінки    | 154     | 32                 | 94               | 28                   |
| Разом    | 303     | 63                 | 201              | 39                   |